# Шептицький (станція)
Шептицький (до 1964 року — Кристинопіль, в 1964—2025 роках — Червоноград) — проміжна станція 4-го класу Львівської залізниці. Розташована в однойменному місті Шептицького району Львівської області.
Вузол ліній на:
- Сапіжанку (одноколійна, неелектрифікована, довжина — 41 км)
- Ковель (одноколійна, неелектрифікована, 111 км)
- Раву-Руську (одноколійна, неелектрифікована, 55 км).

## Історія
Станція відкрита 23 листопада 1887 року в складі дільниці Ярослав — Сокаль. Первинна назва станції — Кристинопіль. У 1964 перейменована на Червоноград. Сучасна назва — з 2025 року.

## Пасажирське сполучення
На станції Червоноград зупиняються
- поїзди далекого сполучення:
  - № 113/114 Харків — Київ — Львів;
  - № 131/132 Дніпро — Львів (скасований у листопаді 2024 року).

- приміські поїзди:
  - Львів — Сокаль;
  - Шептицький — Ковель.